# Xã Washington, Quận Decatur, Indiana
Xã Washington (tiếng Anh: Washington Township) là một xã thuộc quận Decatur, tiểu bang Indiana, Hoa Kỳ. Năm 2010, dân số của xã này là 13.304 người.